# Vivekachudamani
Das berühmte Sanskritgedicht Vivekachudamani (Sanskrit विवेकचूडामणि vivekacūḍāmaṇi) stammt aus dem 8. Jahrhundert und wird Adi Shankara zugesprochen. In 580 Versen mit Shardula-Vikridita-Metrik erklärt es die monistische Philosophie des Advaita Vedanta.

## Einführung

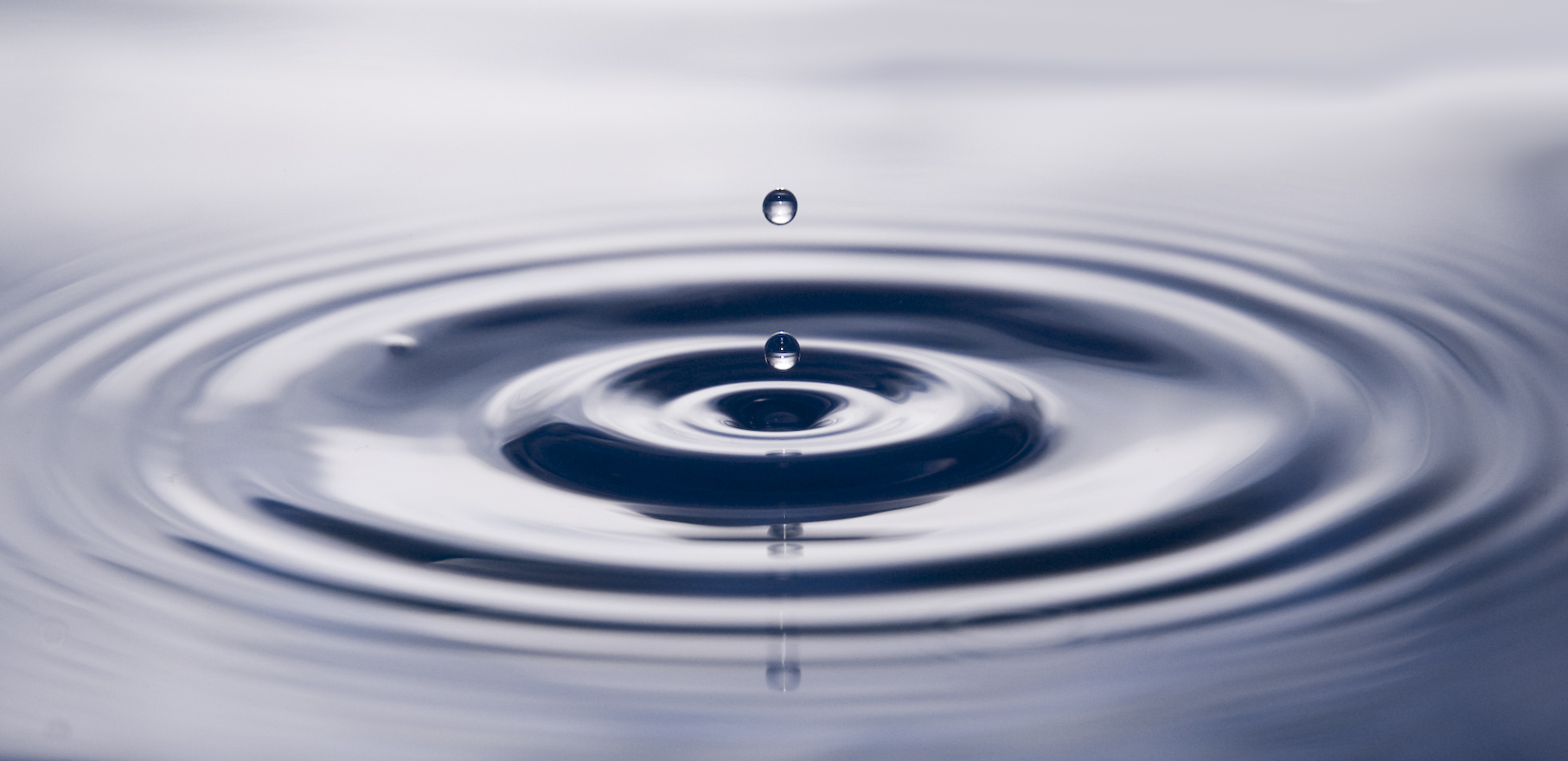
Wassertropfen

Das Vivekachudamani beschreibt die Herausbildung von Viveka – der menschlichen Fähigkeit, zwischen Echtem (Unwandelbarem und Ewigem) und Unechtem (Wandelbarem und Zeitweiligem) zu unterscheiden. Die Erlangung dieser Fähigkeit gilt als zentrale Aufgabe im spirituellen Leben. Unter den essentiellen Vorbedingungen zur endgültigen Befreiung (Moksha) gilt sie als Kronjuwel (Chudamani). Der Titel des Gedichts Vivekachudamani kann somit als Kronjuwel der Unterscheidungskraft wiedergegeben werden. Über die seit seiner Entstehung vergangenen Jahrhunderte ist das Vivekachudamani in mehrere Sprachen übersetzt worden und bildete Gegenstand zahlreicher Kommentare und Erläuterungen.

## Verfasser
Urheberschaft sowie Ursprung des Gedichts sind nach wie vor umstritten, auch wenn der allgemeine Konsens laut John Grimes und anderer, unter Peer-Review stehender Autoren, dahingeht, Adi Shankara als Verfasser anzuerkennen.

## Inhalt

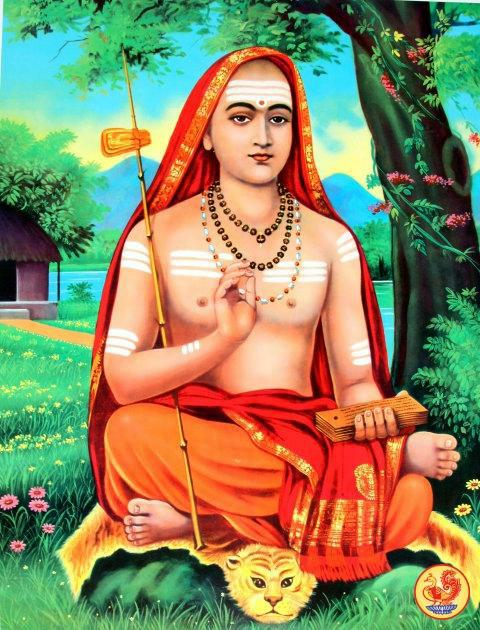
Adi Shankara

Das Vivekachudamani besteht aus 580 Sanskritversen (Sutras), die in Form eines Dialogs zwischen Lehrer und Schüler aufgebaut sind. Der Lehrer erklärt dem Schüler die Natur des Atman sowie Methoden, sich diesem zu nähern. In einer Schritt-für-Schritt-Unterweisung wird der Schüler an die Brahmanerkenntnis herangeführt. Gemäß dem Vivekachudamani besteht die letztendliche Wahrheit aus Brahman, dem unpersönlichen Aspekt Gottes – attributlos, ewiglich glückselig und vollkommen selbstverwirklicht (Sat-Chit-Ananda) und metaphysisches Substrat sämtlichen Seins. Die manifestierte Schöpfung ist nichts anderes als eine mentale Projektion, eine Illusion. Diese existiert zwar, aber zur selben Zeit paradoxerweise auch nicht, wobei dieses Nichtsein eine rein metaphysische Sichtweise ist. Vom empirischen Standpunkt aus betrachtet macht erst die Einbildungskraft des Verstandes die Schöpfung erstrebenswert und erzeugt somit das bildliche Erkennen der manifestierten Welt.
Die Leiden der Menschen mit anschließender Seelenwanderung werden folglich durch eine falsche Vorstellung von der Realität ausgelöst. In die Welt der Phänomene (Samsara) untergetaucht vergisst der Proband seine wahre universelle Identität und identifiziert sich stattdessen mit seinem körperlichen Gefährt.
Um diese Ideen besser verständlich machen zu können, bedient sich Shankara etwas weiter im Text eines einfachen Vergleichs – dem Krug und der in ihm enthaltenen Luft. Die im Krug befindliche Luft kann mit der umgebenden Außenluft gleichgesetzt werden. Zwischen beiden gibt es keine grundlegende qualitative Differenz, ebenso wie auch zwischen der individuellen und der universellen Seele kein Unterschied besteht. Allein aus Illusion oder metaphysischer Ignoranz entsteht Ichbewusstsein (Ahamkara) und Abgesondertheit. Denn es ist nur der Ton des Krugs, der die Innen- von der Außenluft trennt. Sobald der Krug zerbricht, kann sich die in ihm befindliche Luft mit der Außenluft auf untrennbare Weise vermischen. Derart wird der ursprüngliche Zustand untrennbarer Einheit wieder hergestellt – eine Vollständigkeit, die keine gesonderten Bestandteile kennt, vergleichbar dem integralen Bewusstsein des Selbst. Die Luft im Krug wird nicht «Teil» der Außenluft, sondern vereinigt sich mit ihr vollständig und geht vollkommen in ihr auf. Dieser Vorgang ähnelt der Befreiung, bei der das Individualbewusstsein einem erweiterten Bewusstsein weicht, das sich durch nichts vom Brahman unterscheidet, mit ihm und seiner Schöpfung gleich wird und sich mit Allem und Allen vereint.
Eine später verwendete Metapher ist die des Seils, das durch irrtümliche Wahrnehmung für eine Schlange gehalten wird.
Der Text beginnt mit Grußformeln an Govinda, womit entweder der Gott Krishna oder der Guru von Adi Shankara, Sri Govinda Bhagavatpada, gemeint ist.

„सर्ववेदान्तसिद्धान्तगोचरं तमगोचरम्
गोविन्दं परमानन्दं सद्गुरुं प्रणतोऽस्म्यहम्“

„sarvavedāntasiddhāntagocaraṁ tamagocaram
govindaṁ paramānandaṁ sadguruṁ praṇato'smyaham“

„Ich verneige mich vor Govinda, dessen ewige Natur absolute Seligkeit ist. Er ist der wissende Lehrmeister, der nur durch Kenntnis des gesamten Vedanta zu erkennen ist, jedoch nicht durch Diskurse und Verstandesargumentationen.“

Es folgen sodann Ausführungen über Selbstverwirklichung und deren Praxis sowie eine Darstellung der Charaktermerkmale eines Gurus. Kritisiert werden Körperverhaftung und der Anatman, der neben den Sinnen aus verschiedenen Bedeckungen des Atmans wie den Shariras, Koshas, Gunas und Pranas aufgebaut wird. Die Kośas sind insgesamt fünffach und bestehen aus der Bedeckung des grobstofflichen Körpers durch Speisen, den drei Bedeckungen des feinstofflichen Körpers durch Vitalkraft, durch den Geist und durch den Verstand sowie der Bedeckung des kausalen oder spirituellen Körpers durch Seligkeit. Die Gunas sind Einflüsse der materiellen Natur, die auf drei verschiedene Weisen auf den Atman einwirken. Darüber hinaus ist das Universalgesetz von Ursache und Wirkung (Karma) immer gegenwärtig.
Der Schüler lernt ferner Meditationsmethoden (Dhyana) und Innenschau (Introspektion) zum Ziel der Selbsterkenntnis. Darüber hinaus beschreibt das Vivekachudamani anhand der Bhagavad Gita die Wesensmerkmale eines erleuchteten Menschen (Jivanmukta) und eines gefestigten Weisen (Sthitaprajna).

### Warnung
Bereits nach dem ersten Vers warnt Shankara den Leser vor falschen Hoffnungen auf beruhigende Worte, da der Advaita Vedanta keine Philosophie ist, die verunsicherten Menschen Zuversicht und psychologische Sicherheit bieten kann. Ganz im Gegenteil, der Advaita Vedanta hat zum Ziel, dem Individuum jede Stützfunktion zu entziehen. Das Studium des Vivekachudamani mit einhergehender Akzeptanz und Verständnis seines Wahrheitsgehaltes kann daher auf spirituell unreife Leser destabilisierend wirken und für sie eventuell sogar gefährlich sein.

### Gliederung

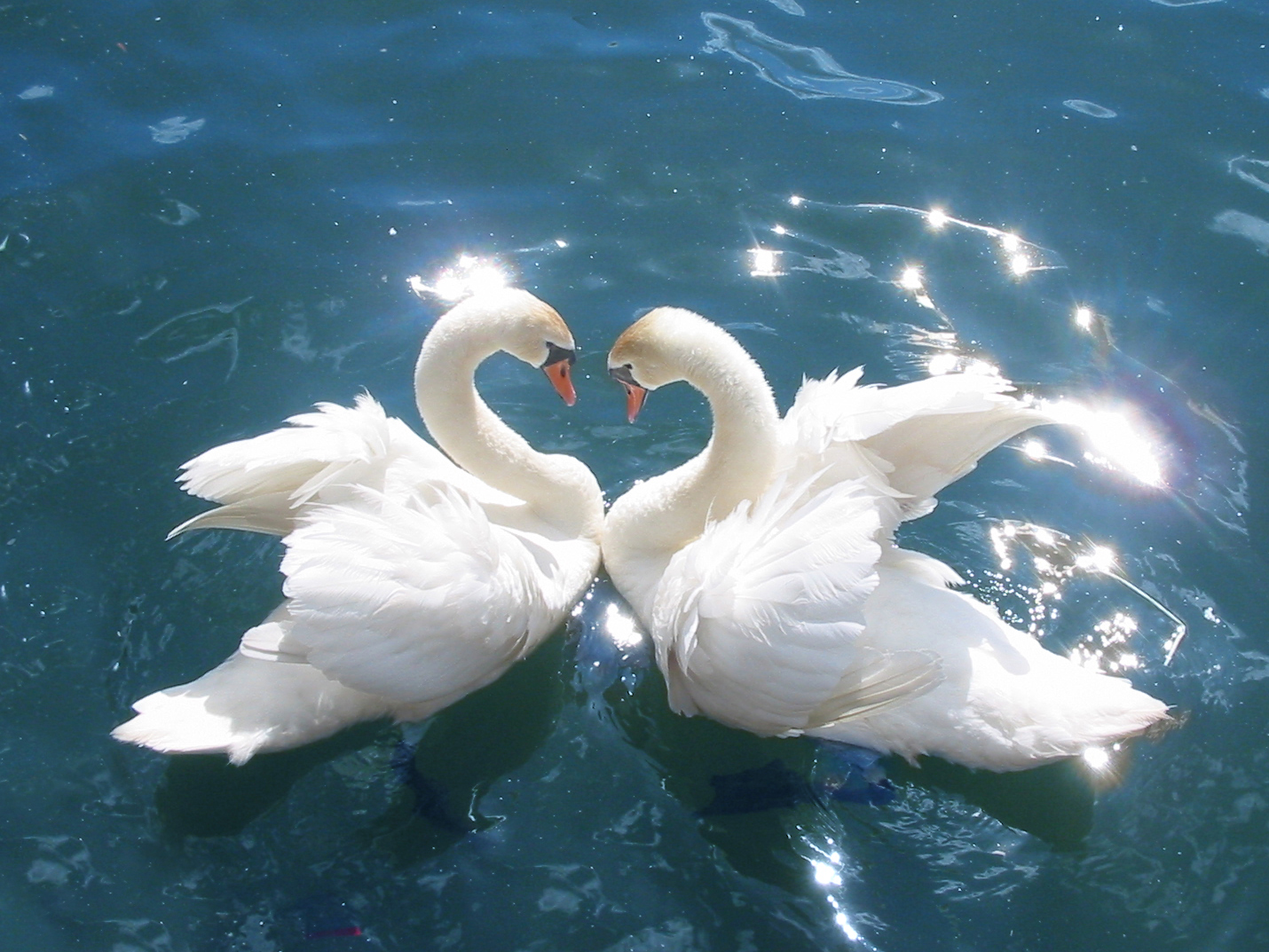
Schwäne (Cygnus olor) – Symbole für Reinheit und Transzendenz im Vedanta

- Erste Schritte auf dem Weg – Verse 1 bis 71
  - Vorwort – Verse 1 bis 15
  - Die vier Perfektionen – Verse 16 bis 34
  - Der Drang zum Höheren Selbst – Verse 35 bis 40
  - Lehrbeginn – Verse 41 bis 71
- Selbst, Potentiale, Bedeckungen – Verse 72 bis 197
  - Die Bedeckungen – Verse 72 bis 107
  - Die drei Potentiale – Verse 108 bis 135
  - Knechtschaft und Befreiung – Verse 136 bis 147
  - Befreiung des Selbst – Verse 148 bis 153
  - Bedeckung durch Nahrung – Verse 154 bis 164
  - Bedeckung durch Lebensluft – Verse 165 bis 166
  - Bedeckung durch den Geist – Verse 167 bis 183
  - Bedeckung durch Intelligenz – Verse 184 bis 197
- Der Zeuge – Verse 198 bis 268
  - Manifestation und verborgenes Selbst – Verse 198 bis 209
  - Schüler fragt, Lehrmeister antwortet – Verse 210 bis 240
  - Das bist du – Verse 241 bis 251
  - Manifestation und verborgenes Selbst – Verse 252 bis 268
- Findung des wahren Selbst – Verse 269 bis 298
  - Fesselung durch Einbildung – Verse 269 bis 276
  - Übertragung des Selbst auf außerhalb des Selbst Liegendes – Verse 277 bis 298
    - Reales in Irrealem
- Die Kraft von Gedankenbildern – Verse 299 bis 378
- Befreiung im Leben – Verse 379 bis 438
- Die drei Arten von Arbeit – Verse 439 bis 468
- Lehrer und Schüler – Verse 469 bis 518
  - Lehrer – Verse 469 bis 481
  - Schüler – Verse 482 bis 518
- Der vollkommene Weise – Verse 519 bis 548
  - Schüler – Verse 519 bis 520
  - Lehrer – Verse 521 bis 548
- Für immer frei – Verse 549 bis 580
  - Die Schlangenhaut – Verse 549 bis 561
  - Das Selbst überdauert – Verse 562 bis 574
  - Segnung – Verse 575 bis 580

## Kommentare und Übersetzungen
Zum Vivekachudamani gibt es zwei Kommentare in Sanskrit. Einer stammt von Sacchidananda Shivabhinava Nrusimha Bharati, dem Oberpriester von Sringeri. In seinem Vivekodaya (Morgendämmerung der Unterscheidungskraft) behandelt er die ersten 7 Verse des Gedichts. Sein Schüler Chandrasekhara Bharathi verfasste dann einen Vyakhya (Kommentar) zu den ersten 515 Versen des Vivekachudamani.
Dieser Vyakhya ist wiederholt in verschiedene Sprachen übersetzt worden, oft versehen mit einem Kommentar in der gleichnamigen Sprache. Englische Übersetzungen und Kommentare stammen von Prabhavananda und Christopher Isherwood, Madhavananda (1921) und Chinmayananda. Übertragungen ins Tamil (einschließlich Kommentare) erfolgten unter anderem durch Ramana Maharshi. Jyotihswarupananda übersetzte das Vivekachudamani ins Marathi.

## Versbeispiele
Die Philosophie des Vivekachudamani lässt sich am besten in folgendem Vers zusammenfassen:

„Brahma satyam jagat mithya, jivo brahmaiva naparaḥ“

„Das Brahman ist die einzige Wahrheit, die Welt ein Trugbild. Zwischen dem Brahman und der individuellen Seele besteht letztlich kein Unterschied“

Ganz ähnlich auch Vers 20:

„ब्रह्म सत्यं जगन्मिथ्येत्येवंरूपो विनिश्चयः
सोऽयं नित्यानित्यवस्तुविवेकः समुदाहृतः“

„brahma satyaṁ jaganmithyetyevaṁrūpo viniścayaḥ
so'yaṁ nityānityavastuvivekaḥ samudāhṛtaḥ“

Unterscheidungskraft (viveka) bedingt einen fest entschlossenen Verstand, der zwischen Realem (Brahman) und Irrealem (Universum) zu trennen weiß.
In Vers 13 wird ausgeführt:

„अर्थस्य निश्चयो दृष्टो विचारेण हितोक्तितः
 न स्नानेन न दानेन प्राणायमशतेन वा“

„Arthasya niścayo drișṭo vicāreṇa hitoktitaḥ
na snānena na danena praṇayamaśatena vā“

„Durch Nachdenken verbunden mit Argumentation sowie durch die Anweisungen des Lehrers kann Wahrheit ergründet werden. Nicht jedoch durch Bußen, Spenden oder hunderten von Atemübungen.“

Und Vers 432:

„अतीताननुसन्धानं भविष्यदविचारणम्
अउदासीन्यमपि प्राप्तं जीवन्मुक्तस्य लक्षणम्“

„atītānanusandhānaṁ bhaviṣyadavicāraṇam
audāsīnyamapi prāptaṁ jīvanmuktasya lakṣaṇam“

„Folgende Eigenschaften kennzeichnen einen im jetzigen Leben Befreiten: dem Jetzt unbeteiligt gegenüber tretend verweilt er weder bei Freuden der Vergangenheit, noch verschwendet er Gedanken an die Zukunft.“